# Morir para contar
Morir para contar és un documental espanyol del 2018 dirigit, escrit i protagonitzat per Hernán Zin. La pel·lícula es va estrenar a Netflix el 17 de maig de 2019.

## Argument
El documental explica la vida d'alguns corresponsals de guerra que han patit la mort de col·legues o han estat ostatges. Es tracta, per exemple, els assassinats de Julio Fuentes i Miguel Gil, o un dels atemptats de la guerra de Gaza de 2014, entre d'altres tragèdies i situacions semblants.